# حوت كسراني
حوت كسراني (الاسم العلمي: †Qaisracetus) هو جنس من الثدييات المنقرضة يتبع فصيلة الحيتان الأولية من رتبة مزدوجات الأصابع.